# Раднор Тауншип (Пенсилванија)
Раднор Тауншип (енгл. Radnor Township) град је у америчкој савезној држави Пенсилванија.

## Демографија
По попису из 2000. године број становника је 30.878.
| Група             | 2000.          | 2010.    |
| Белци             | 27.239 (88,2%) | 0 (0,0%) |
| Афроамериканци    | 953 (3,1%)     | 0 (0,0%) |
| Азијати           | 1.750 (5,7%)   | 0 (0,0%) |
| Хиспаноамериканци | 628 (2,0%)     | 0 (0,0%) |
| Укупно            | 30.878         | 0        |